# Zentralafrikanischer Graben

Der Afrikanische Grabenbruch teilt sich in einen westlichen und in einen östlichen Arm. Der westliche Teil (links auf dem Bild) wird Zentralafrikanischer Graben genannt.

Der Zentralafrikanische Graben ist ein Teil des Großen Afrikanischen Grabenbruchs. Von Süden her gabelt sich der Ostafrikanische Graben (engl. East African Rift System, abgekürzt EARS) nördlich des Malawi-Sees in einen westlichen und in einen östlichen Arm. Der westliche Arm umfasst Teile der Staaten Uganda und Tansania sowie Ruandas, Burundis und der Demokratischen Republik Kongo. Die drei letzteren werden in geographischen Unterteilungen zu Zentralafrika gezählt. Daher spricht man im Deutschen auch vom Zentralafrikanischen Graben.
Der nördliche Teil des westlichen Riftarms wird auch Albert-Rift (mit dem Albertsee im Norden) genannt, das sich im Kivu-Rift (mit dem Kiwusee) und im Tanganjika-Rift (mit dem Tanganjikasee) fortsetzt. Es wird begleitet von einigen der höchsten afrikanischen Gebirge und Berge, Virunga-Vulkane, Mitumba-Gebirge und Ruwenzori-Gebirge, und beinhaltet einige der tiefsten Seen der Welt, unter anderem den bis zu 1470 Meter tiefen Tanganjikasee.

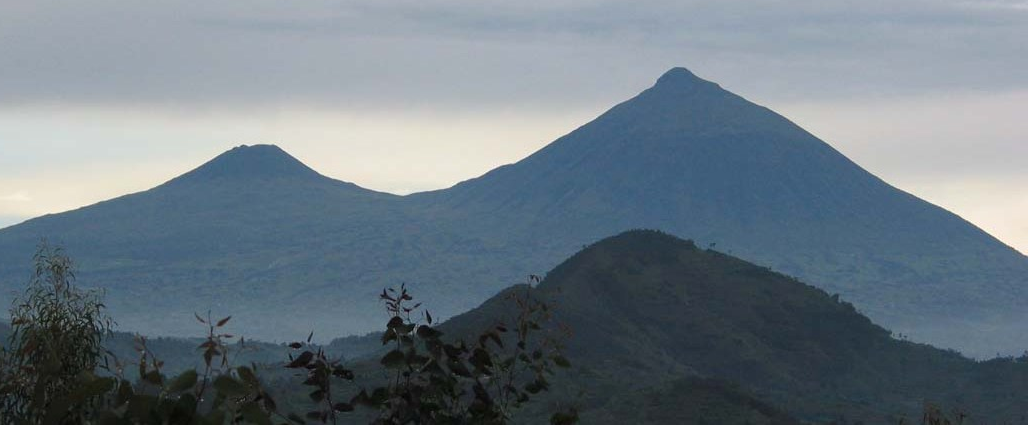
Mount Gahinga (links) und Mount Muhabura (rechts) in den Virunga-Bergen.